# Didymodon wisselii
Didymodon wisselii là một loài Rêu trong họ Pottiaceae. Loài này được (Dixon) D.H. Norris & T.J. Kop. mô tả khoa học đầu tiên năm 1989.